# Krótka Grzęda

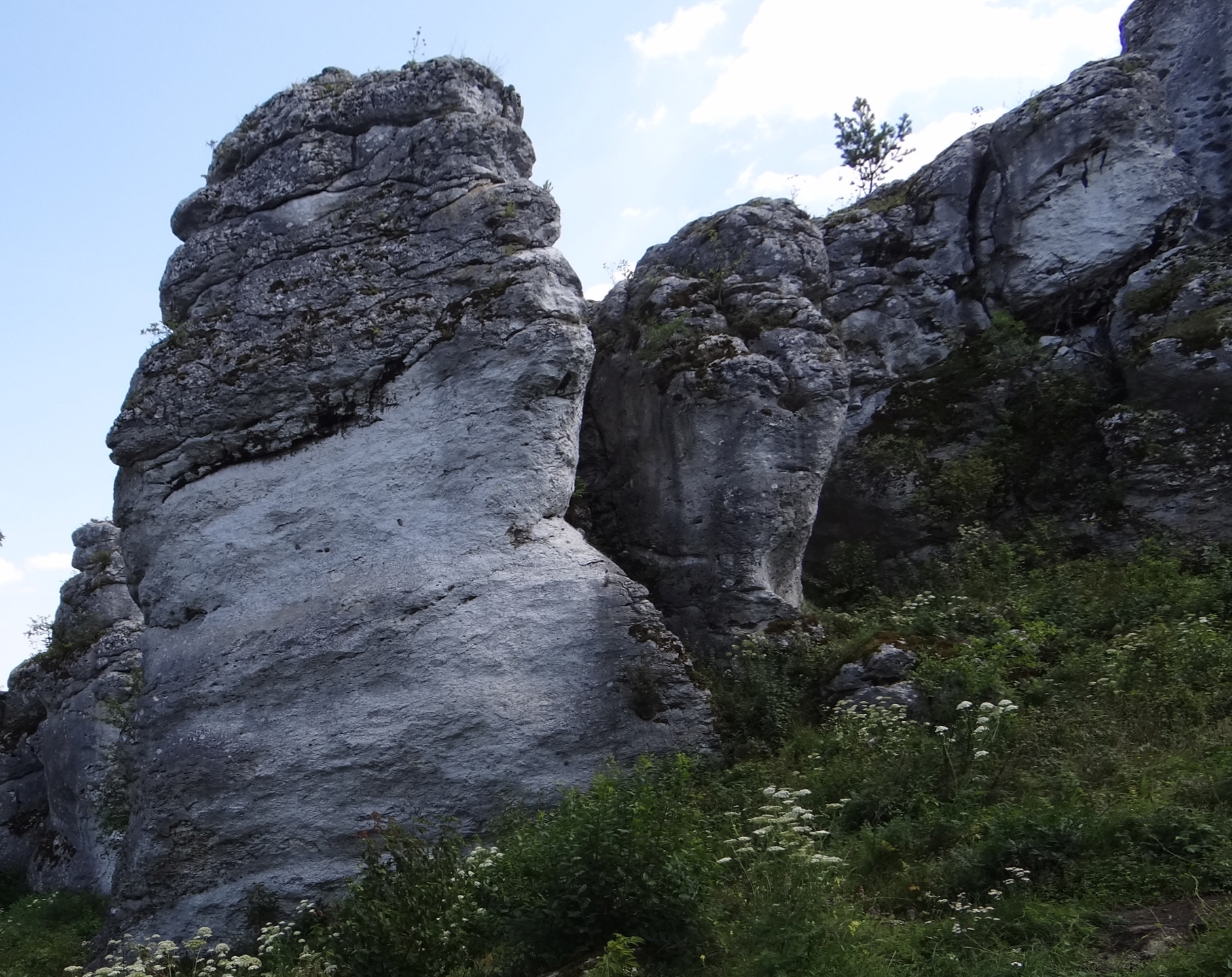
Krótka Grzęda od zachodu

Krótka Grzęda – skała na Wyżynie Częstochowskiej w miejscowości Mirów, w gminie Niegowa, w powiecie myszkowskim, w województwie śląskim. Jest jedną ze Skał Mirowskich. Znajduje się w grzędzie w środkowej części Mirowskich Skał, pomiędzy Szeroką Basztą i Studniskiem. Przez wspinaczy skalnych wszystkie te skały zaliczane są do Grupy Turni Kukuczki.
Krótka Grzęda to zbudowana z wapieni baszta skalna o długości około 30 m. Ma połogie, pionowe lub przewieszone ściany i występują w niej takie formacje skalne jak: kominy, filary i rysy. Składa się z kilku odcinków opisywanych przez wspinaczy skalnych jako Krótka Grzęda I, Krótka Grzęda II, Krótka Grzęda III, Krótka Grzęda IV. Poprowadzili na niej łącznie 8 dróg wspinaczkowych o stopniu trudności od III do VI.2+ w skali Kurtyki. Długość dróg wynosi 10-15 m. Niemal wszystkie posiadają dobrą asekurację (ringi i stanowiska asekuracyjne). Jedynie dwie drogi wiodące kominami są bez asekuracji – pokonuje się je przez zapieraczkę.

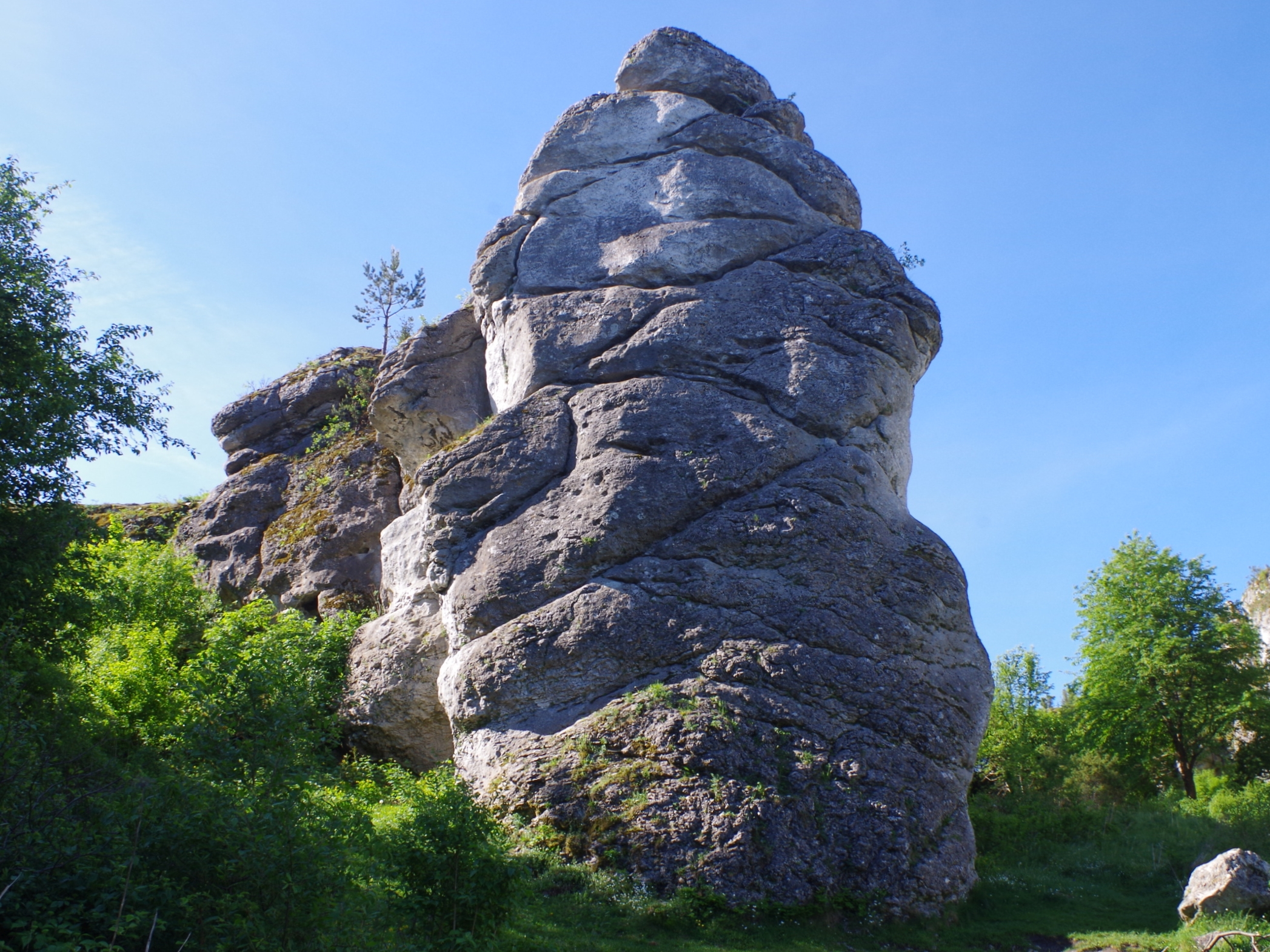
Krótka Grzęda od północy